# Uruguay i olympiska sommarspelen 1968
Uruguay deltog med 27 deltagare vid de olympiska sommarspelen 1968 i Mexico City. Ingen av landets deltagare erövrade någon medalj.